# Селим II
Селим II (тур. II. Selim; 28. мај 1524 — 12. децембар 1574) познат је као Плави или Пијаница, био је турски султан у периоду 1566. до своје смрти 1574.
Био је син Сулејмана Величанственог и његове жене султаније Хурем. Селим је био мало вероватан кандидат за престо све док његов брат Мехмед није умро од малих богиња, његов полубрат Мустафа задављен на смрт по налогу свог оца и његов брат Бајазит је убијен по налогу свог оца након побуне против њега и Селима.
Током своје владавине, његов велики везир Мехмед-паша Соколовић имао је значајну контролу над државном управом. Освајање Кипра и Туниса била су запажена достигнућа током његове владавине, али су се неуспеси догодили у бици код Лепанта и неуспешном заузимању Астрахана као део рата са Русијом.

## Детињство и младост
Селим је био треће дете Сулејмана Величанственог и султаније Хурем. Од малих ногу му се није посвећивало довољно пажње јер је сва пажња била усмерена на двојицу његове старије браће, Мустафу и Мехмеда. Познато је да је са својим млађим братом Бајазитом често улазио у сукобе, како у младости, тако и у средњим годинама. Рођен је у палати Топкапи 1524. године. Још од најранијих дана био је склон несташлуцима како би добио бар мало пажње од својих родитеља.

## Принчевско доба и долазак на престо
Султан Сулејман је санџак Манису прво уступио свом прворођеном сину принцу Мустафи, али након што се његов други син принц Мехмед (први из брака са султанијом Хурем) показао бољим наспрам Мустафе, Сулејман је поставио њега у Манису, а Мустафа је пребачен у Амасију. Након смрти принца Мехмеда 1543. године, Сулејман је наредне године Манису уступио младом принцу Селиму као знак поверења. Принц Селим није показао неке посебне способности на почетку свог управљања санџаком. Његова браћа су га сматрала некомпетентним у борби за престо. Нико није ни слутио да ће он једнога дана ступити на османски престо.
Селим није био ни војно активан, иако је био добар стрелац и мачевалац. Отац га је веома ретко водио на походе. Имао је трауме са ратишта, те је чак и бежао од похода и војних акција. То је сметало јаничарима, који га уопште нису волели. Касније, Сулејман је Селима послао као валију у Коњу. Тамо се 1545. жени султанијом Нурбану, мајку будућег султана Мурата III.
Године 1553. након смрти погубљеног брата Мустафе и смрти брата Џихангира, Селим остаје једини претендент на престо заједно са својим братом Бајазитом. У овој трци за престо, иако је Бајазит имао подршку свих, Селим је победио. Он је био послушан и без поговора је извршавао све очеве наредбе за разлику од Бајазита са којим је увек било натезања.
Бајазит је касније подигао побуну против брата Селима, али је њихов отац подржао Селима. Битка између двојице браће, познатија као битка код Коње, десила се 1559. године. Победник ове битке био је Селим. Бајазит, међутим, бежи у Персију и тамо постаје заробљеник шаха Тахмаспа. Сулејман и Селим су водили преговоре са шахом око тога ко ће преузети принца Бајазита и његове синове. Селим је нудио много више од оца, те му је шах уступио Бајазита. Бајазит је са четворицом синова, у Казвину, одмах по преузимању погубљен од стране Селима. Тако је Селим остао једини претендент на престо.

## Владавина
Након смрти свог оца Сулејмана I 1566. године, Селим постаје једанаести султан Османског царства. Пошто је Сулејман умро на ратишту, од Селима је захтевано да пожури и наследи оца што је пре могуће. Селим II је устоличен у Београду 1566. године. Био је први султан који није активно учествовао у војним походима, као и први султан који је сву власт препустио својим везирима. Водио је сарајски живот, бавећи се поезијом и другим стварима. Добар део власти био је у рукама Мехмед-паше Соколовића. Селиму је најближи пријатељ са којим је проводио доста времена причајући је био његов рођак Ахмед-бег, син Селимове пра-тетке султаније Фатме.
Селим II је потписао мир са хабзбуршким царем Максимилијаном II 1568. Максимилијан II прихватио је да плаћа Селиму данак у износу од 30 000 дуката, као и да призна његов ауторитет у Молдавији и Влашкој.
У његово време било је значајних војних сукоба. Један од тих сукоба био је против Русије. Турци су имали план да уједине Волгу и Дон каналом. У лето 1569. године много јаничарских гарнизона заједно са пешадијом отишло је у поход на Астракан. Њихови рудари су почели да копају канале, док је флота опседала Азов. Астрахански гарнизон је одбио освајаче, а руска коњица од 15 000 војника победила је Татаре и мајсторе који су ратовали на страни Османлија. Османска флота била је уништена у олуји. Године 1570. амбасадори Ивана IV Грозног су у Истанбулу склопили мир. Походи по Хејазу и Јемену били су, такође, веома успешни.
Селим II је 1570. године наредио да се освоји Кипар због тога што су пирати под заштитом Венеције ширили кугу по земљама османских вазала и онемогућавали муслиманима да одлазе на хаџилук у Меку и Медину, те је Селим био принуђен да поведе поход против њих. То освајање довешће до првог значајног пораза Османлија. Исте године, Шпанија и Венеција уједињују се против Турака и до ногу их побеђују у бици код Лепантоа 1571. Тиме је Медитеран ослобођен турског приватног власништва. Иако је изгубио битку код Лепантоа, Османлије су већ 1572. године повратиле контролу над Тунисом. За непуних шест месеци Османлије, што је рекорд у историји Османске империје, обнављају флоту и већ 1573. године враћају контролу над Медитераном.
У његово време његова сестра Михримах владала је као Валиде јер је њихова мајка Рокселана умрла пре него што је Селим дошао на престо. Била је најмоћнија жена у царству и често је позајмљивала новац Селиму за потребе војске. Тако је било зато што је Селим трошио своје огромно лично богатство на пројекте у области архитектуре везане за религију.

## Љубав према вери и доброчинства
Његово залагање за ислам ишло је много ван граница Цариграда. Султан Селим II је наставио путем својих родитеља и бавио се ситуацијом у Меки. Његов рад је дао великој џамији изглед османског стила који је приметан и данас. Такође, модернизовао је водовод у Меки, који је био застарео.
Био је владар који је у потпуности владао по религијским правилима, познат по својој љубави према стрељаштву, политици, архитектури и грађевинским пројектима. Захваљујући њему његова вера има данашњи изглед.
Један од његових највећих подухвата била је изградња Суецког канала. Португалска империја држала је све путеве у индијском океану под контролом. Муслимани који би из других делова Азије ишли на ходочашћа у Меку и Медину ометали би Португалци. Из тих разлога Селим почиње градњу Суецког канала како би омогућио долазак што више Муслимана тамо, сматрајући да они не би требало да живе у тако лошим условима и под управом ,,неверника." На том пројекту радили су највећи османски стручњаци. Но, овај пројекат није завршен за његовог живота.

## Смрт
Селим II преминуо је 1574. Неки извори спомињу да је пао у хамаму и на лицу места преминуо, док други говоре да је пао на путу да изведе хутбу у џамији која је носила његово име. Наследио га је његов најстарији син Мурат, познатији као Мурат III.

## Породица
Жене
Шехзаде Селим се држао правила да са сваком конкубином има по једног сина. То су биле:
- султанија Нурбану
- Васфије-султанија, мајка султаније Ајше[3]
- султанија Абдулхајат
- конкубина; умрла 19. априлс 1577
- мајка шехзаде Сулејмана; извршила самоубиство након убиства њеног сина

Синови
Поред Мурата , имао је још шест синова :
- шехзаде Абдулах
- шехзаде Али
- шехзаде Алемшах
- шехзаде Џихангир
- шехзаде Сулејман
- шехзаде Мустафа

Кћери
Зна се такође да је Селим имао за живота шест кћери :
- кћи (1541, Конија – пре 1587, Ван) - најстарије Селимово дете на непознатом конкубином. Како је познато да се једна Селимова кћи удала након 1553. године, а пре 1560. године за Косе Хусрев-пашу (умро 1587), намесника Дијарбекира и Вана, то мора бити његова најстарија кћи. Умрла је током брака са Хусрев-пашом.
- Шах-султанија (1543 – 3. новембар 1577)
- Гевхерхан-султанија (1544 – 1624)
- Исмихан-султанија (1545 – 8. август 1585)
- Ајше-султанија (1548 – 1580)
- Фатма-султанија (1559 – 24. јун 1590)

## Породично стабло
|  |                         |  |  |  |  |  |  |  |  |  |  |  |  |  |  |  |
|  | 8. Бајазит II           |  |  |  |  |  |  |  |  |  |  |  |  |  |  |  |
|  |                         |  |  |  |  |  |  |  |  |  |  |  |  |  |  |  |
|  |                         |  |  |  |  |  |  |  |  |  |  |  |  |  |  |  |
|  | 4. Селим I              |  |  |  |  |  |  |  |  |  |  |  |  |  |  |  |
|  |                         |  |  |  |  |  |  |  |  |  |  |  |  |  |  |  |
|  |                         |  |  |  |  |  |  |  |  |  |  |  |  |  |  |  |
|  | 9. Гулбахар Хатун       |  |  |  |  |  |  |  |  |  |  |  |  |  |  |  |
|  |                         |  |  |  |  |  |  |  |  |  |  |  |  |  |  |  |
|  |                         |  |  |  |  |  |  |  |  |  |  |  |  |  |  |  |
|  | 2. Сулејман I           |  |  |  |  |  |  |  |  |  |  |  |  |  |  |  |
|  |                         |  |  |  |  |  |  |  |  |  |  |  |  |  |  |  |
|  |                         |  |  |  |  |  |  |  |  |  |  |  |  |  |  |  |
|  | 5. Султанија Ајше Хафса |  |  |  |  |  |  |  |  |  |  |  |  |  |  |  |
|  |                         |  |  |  |  |  |  |  |  |  |  |  |  |  |  |  |
|  |                         |  |  |  |  |  |  |  |  |  |  |  |  |  |  |  |
|  | 1. Селим II             |  |  |  |  |  |  |  |  |  |  |  |  |  |  |  |
|  |                         |  |  |  |  |  |  |  |  |  |  |  |  |  |  |  |
|  |                         |  |  |  |  |  |  |  |  |  |  |  |  |  |  |  |
|  | 3. Султанија Хурем      |  |  |  |  |  |  |  |  |  |  |  |  |  |  |  |
|  |                         |  |  |  |  |  |  |  |  |  |  |  |  |  |  |  |
|  |                         |  |  |  |  |  |  |  |  |  |  |  |  |  |  |  |